# Observatório Astronómico de Lisboa
O Observatório Astronómico de Lisboa é uma instituição que desenvolveu excelentes competências em trabalhos de astrometria no século XIX e parte do século XX, o que lhe granjeou fama internacional. Actualmente as actividades e objectivos incluem globalmente a investigação científica e histórica, a preservação e divulgação patrimonial e a oferta de um serviço público de excelência. Projectada pelo arquitecto francês Jean Colson ficou concluída em 1867. Localiza-se na Tapada da Ajuda, freguesia de Alcântara, na cidade de Lisboa. Passa a depender da Universidade de Lisboa em 1992 e foi integrado na respectiva Faculdade de Ciências em 1995.

## História
O Observatório Astronómico de Lisboa foi criado pela Carta de Lei de 6 de Maio de 1878 e nasceu de uma grande controvérsia entre o director do Observatório de Paris Hervé Faye e o astrónomo Peters do Observatório de Pulkovo, na Rússia, sobre a paralaxe da estrela de Argelander. A construção do OAL, deveu-se à forte vontade de construir uma instituição magnífica, uma referência na cultura portuguesa. A fundação foi enraizada em meados do século XIX com o objectivo da promoção da nova Astronomia Sideral, descoberta e compreensão do infinito Cosmos, e a preocupação com o exacto mapeamento do céu e a medição do tamanho do Universo. Foi então sugerido que se fizessem observações em Lisboa, único local em todo o continente europeu em que era possível fazer observações da referida estrela de Argelander utilizando uma luneta zenital. Para tal, era necessária a edificação de um novo observatório onde se pudesse instalar o equipamento adequado. Tal veio a tornar-se realidade, devido ao apoio do rei D. Pedro V e de outras personalidades da vida política de então.
A planta do edifício, inspirada no edifício do Observatório de Pulkova, na Rússia, foi executada pelo arquitecto francês Jean-François Colson, que na altura era dos mais distintos arquitectos estrangeiros residentes em Lisboa. Wilhelm Struve, director de Pulkovo e famoso astrónomo, ofereceu seus serviços ao Governo Português e foi considerado o principal conselheiro que desempenhou um papel muito importante, desde a escolha dos equipamentos, a orientação do astrónomo, Frederico Augusto Oom, que recebeu durante um estágio aproximado de 5 anos. Este Tenente da Marinha e Engenheiro Hidrógrafo, que veio a ser o primeiro director do Real Observatório Astronómico de Lisboa, teve um papel muito importante em toda a fundação deste edifício. Após o apoio financeiro e empenho que o Rei D. Pedro V dispensou a este projecto, foi iniciada a sua construção a 11 de Março de 1861, já no tempo do rei D. Luís I, que igualmente contribuiu com financiamento retirado da sua dotação pessoal,  que apenas terminaria em 1867, ano em que se iniciaram as observações astronómicas.
O Observatório foi instalado nos arredores da "Lisboa de Então" na actual Tapada da Ajuda, em terrenos prontamente oferecidos por este monarca, lugar onde o rei costumava caçar. Desde a sua criação no século XIX e durante grande parte do século XX, o Observatório Astronómico de Lisboa destaca-se pelo seu excelente trabalho em astrometria. Participou em várias campanhas internacionais, nomeadamente, a campanha internacional, em 1900-1901, para melhorar o valor da UA (unidade astronómica) usando a oposição do asteróide Eros recentemente encontrados. Teve também a contribuição do director, Campos Rodrigues, além de outros astrónomos locais, para produzir um catálogo Estrelas de referência de elevada qualidade. Os resultados do OAL foram tão bons que Lisboa era o único observatório contribuindo com dados de peso e todas as 3800 observações foram utilizados para calcular o catálogo. Campo Rodrigues recebeu o prémio Valz em 1904 da Academia Francesa das Ciências pela excelência do trabalho que estava sendo feito em Lisboa.

## Património
O Observatório Astronómico de Lisboa é constituído por um belíssimo edifício central nas colinas da Ajuda e sobranceiro ao Tejo, existem também duas pequenas cúpulas exteriores que albergam instrumentos, situadas a Sul. Para além da cúpula central existem ainda três salas de observação astronómica, devidamente equipadas com instrumentos (do melhor da época) e janelas de observação. Estão situadas nas alas Norte, Este e Oeste do edifício central.
Compõe-se o edifício central do Observatório Astronómico de Lisboa por uma sala circular, cuja abóbada ricamente trabalhada suporta o peso do grande refractor equatorial em 8 colunas de grandioso porte. Nos arcos entre as colunas encontramos dispostas as muitas pêndulas que ao longo deste século de existência foram medindo o tempo. Ao pé das grandes janelas com vista sobre a Tapada, estão as mesas largas aonde os astrónomos desenvolviam o seu trabalho de investigação. Existem ainda as espaçosas salas de comunicação que serviam na época para aulas, para feitura dos cálculos, etc. Hoje estas salas servem para as oficinas de actividades de acção educativa e apoio a Escolas.
As três salas de observação do edifício são muito espaçosas e muito altas, revestidas a madeira, ficando livre um espaço entre este revestimento e as paredes de alvenaria e telhados. Este espaço comunica com o exterior por meio de frestas, constantemente abertas. Existem nos telhados das salas chaminés de tiragem, esta ventilação permanente tem por fim, estabelecer o equilíbrio de temperatura do ar nas salas e no exterior, como é de conveniência para a exactidão das observações. O revestimento é em madeira por apresentar um excelente comportamento térmico, além de ser um produto 100% ecológico, proporciona ao utilizador um ambiente mais acolhedor quando comparado com outros materiais substitutos. As salas estabelecem aberturas laterais nas paredes no tecto por meio de portas, graças a um mecanismo engenhoso. As portas uma vez abertas dão visão sobre o céu, segundo todo o meridiano de Lisboa, desde o norte até ao sul.

## Museu e instrumentos
O inegável valor do OAL em todos os parâmetros do património cultural que ele contém, as construções históricas e instrumentos científicos do passado facilitam a compreensão das nossas próprias raízes, que nos ajudam a fazer a ponte entre o passado e o presente. A preservação histórica e patrimonial é feita através das visitas guiadas ao Museu do OAL. No início da visita, os visitantes são convidados a assistir a uma apresentação oral sustentada visualmente por diapositivos em Power Point. É feita uma apresentação da evolução da astronomia desde do século XIX, até à actualidade, marcando as diferenças substanciais a avanços que foram ocorrendo. Paralelamente à exposição da evolução da astronomia, é relatada a história do próprio OAL, que surgiu precisamente em meados daquele século. Em seguida é realizada a visita à área museológica, mostrando e explicando os vários instrumentos. Um dos mais surpreendentes recursos em todos os instrumentos do OAL é que eles ainda estão todos funcionais, nunca foram modernizados com motores eléctricos ou componentes ou quaisquer peças (engrenagens, micrómetros, lentes, etc.) ou sistemas completos (monitoramento, motores, etc.) substituídos por melhores e mais modernos. Em alguns casos, foram introduzidas pequenas alterações, mas a maioria são da mesma época do instrumento. Muito poucos são aqueles casos em que se pode considerar máquinas modernas, como as câmaras fotográficas introduzidas no final dos anos 60, micrómetros de leituras junto ao Círculo Meridiano para tirar fotografias da declinação. Existe também a nova chapa para o grande refractor equatorial, que inclui um muito moderno micrómetro para estudo de estrelas duplas (parcialmente), que foi construída em Nice em 1990. No entanto, não está associado ao telescópio. É verdade os telescópios não estão perfeitamente alinhados ou opticamente colimados, nem os relógios de pêndulo estão funcionando e que teria de ser feito alguns acertos no caso de alguém quiser fazer novamente observações.
A mesma coisa pode ser dita sobre o edifício: todos movendo estruturas ainda funcionam como as originais e nada foi alterado, substituído por novas soluções ou mesmo materiais modernos. Assim, continuamos a sofrer de problemas tradicionais, como o vazamento de água da chuva nalgumas cúpulas, em noites ventosas. Infelizmente, a preservação das obras feitas em 2000 removeu a velha instalação eléctrica, incluindo a associada aos sinais de tempo conectados a todos os telescópios através do Quadro Eléctrico, que foi uma grande perda.
A "jóia da coroa" de todos os telescópios, o que é sempre uma declaração subjectiva tendo em conta a beleza e o valor fora de todos eles, mas considerando o OAL como uma casa de pura astrometria e lhe deu o reconhecimento ao trabalho realizado aqui, deve-se ao Círculo Meridiano, considerando, assim todos os acessórios auxiliares que ainda tem.

## Hora legal
A hora legal para Portugal é actualmente determinada electronicamente por cinco relógios atómicos que estão protegidos num bunker no Observatório Astronómico de Lisboa.
O Observatório disponibiliza a hora electronicamente via Internet, sendo que dezenas de bancos, seguradoras, comerciantes, advogados e outros sectores regem-se pela hora legal para desenvolverem a sua actividade.